# Gamma1 Caeli
Gamma1 Caeli (γ1 Caeli, förkortad Gamma1 Cae, γ1 Cae), som är stjärnans Bayer-beteckning, är en dubbelstjärna i östra delen av stjärnbilden Gravstickeln. Den har en skenbar magnitud av 4,55 och är synlig för blotta ögat där ljusföroreningar ej förekommer. Baserat på parallaxmätning inom Hipparcosuppdraget på ca 18,0 mas, beräknas den befinna sig på ett avstånd av ca 181 ljusår (56 parsek) från solen.

## Egenskaper
Primärstjärnan Gamma1 Caeli A är en orange till röd jättestjärna av spektralklass K2.5 IIIb. Den har en radie som är ca 10 gånger solens radie och avger ca 68 gånger mer energi än solen från dess fotosfär vid en effektiv temperatur på ca 4 500 K.
Följeslagaren Gamma1 Caeli B är en gul underjättestjärna av spektralklass G8 IV med skenbar magnitud 8,2 och separerad från primärstjärnan med 3,1 bågsekunder.